# (38981) 2000 UW3
2000 يو دابليو 3 (ويعرف أيضًا باسم (38981) 2000 يو دابليو 3 وفق تسمية الكوكب الصغير) (بالإنجليزية: 2000 UW3)‏ هو كويكب ضمن حزام الكويكبات؛ وترتيبه 38981 من حيث الاكتشاف.
اكتُشف هذا الجُرم الفلكي بواسطة بحث لنكولن عن الكويكبات القريبة من الأرض في 24 أكتوبر 2000.

## وصلات خارجية
- (38981) 2000 UW3 في قاعدة بيانات مختبر الدفع النفاث لأجرام النظام الشمسي الصغيرة

- الاكتشاف · مخطط المدار ·  العناصر المدارية · المعلمات المادية

- (38981) 2000 UW3 على موقع ويكي سكاي: DSS2, SDSS, GALEX, IRAS, Hydrogen α, X-Ray, Astrophoto, Sky Map, Articles and images